# Highland (Motorradhersteller)
Highland ist ein ursprünglich schwedischer Kleinsthersteller von Offroad-Motorrädern, der 1997 gegründet wurde. Der schwedische Motorenhersteller Folan (Freddy Olsson und Lars Nilsson) entwickelte für Highland einen 60-Grad-V2-Motor. Finanzielle Schwierigkeiten verzögerten den Produktionsbeginn, sodass das erste Modell, eine 950er V-2 erst 2003 auf den deutschen Markt kam. 2006 wurde mit diesem Motor ein weiteres Modell (Supermoto) angeboten, die angekündigte 450er jedoch nicht; danach verschwand der Hersteller vom deutschen Markt.
2010 erfolgte die Neugründung unter dem Namen US-Highland in Tulsa (Oklahoma). US-Highland übernahm die Lizenzen und die Fertigung der Motoren aus China für die Herstellung von Custombikes. Durch einen Flugzeugabsturz kam der Firmengründer Malmberg und zwei weitere Führungspersonen des Herstellers im Juni des gleichen Jahres ums Leben. 2013 erfolgte ein überarbeitetes Motorenangebot von US-Highland von je drei Ein- und Zweizylindermotoren, die neben Motorräder auch in Quad, Stromerzeuger und Rasenmäher zum Einbau bereitstehen.